# Jo, a profi
A Jo, a profi (eredeti címén Jo) francia krimisorozat. Magyarországon először az RTL Klub tűzte műsorra 2013-ban.

## Szereplők

### Főszereplők
| Színész(nő)   | Szerepnév     | Megjegyzés              | Magyar hang       |
| ------------- | ------------- | ----------------------- | ----------------- |
| Jean Reno     | Jo St-Clair   | A sorozat főszereplője. | Szilágyi Tibor    |
| Jill Hennessy | Karyn         | Szereplő.               | Ősi Ildikó        |
| Tom Austen    | Bayard        | Szereplő.               | Pál András        |
| Orla Brady    | Dormont       | Szereplő.               | Németh Kriszta    |
| Celyn Jones   | Normand       | Szereplő.               | Moser Károly      |
| Chris Brazier | Yannick Morin | Szereplő.               | Kossuth Gábor     |
| Heida Reed    | Adele         | Szereplő.               | Nemes Takách Kata |
| Wunmi Mosaku  | Angelique     | Szereplő.               | Böhm Anita        |